# Волчок (Зарудинецкий сельский совет)
Волчо́к (укр. Вовчок) — село на Украине, находится в Немировском районе Винницкой области.
Код КОАТУУ — 0523083402. Население по переписи 2001 года составляет 137 человек. Почтовый индекс — 22851. Телефонный код — 4331.
Занимает площадь 0,847 км².

## Адрес местного совета
22850, Винницкая область, Немировский р-н, с. Зарудинцы